# Zalaegerszeg TE FC
Maillots
Actualités
Dernière mise à jour : 27 novembre 2023.
Le Zalaegerszeg TE FC est un club hongrois de football basé à Zalaegerszeg.

## Historique
- 1920 : fondation du club sous le nom de Zalaegerszegi TE
- 1939 : fermeture du club
- 1957 : le club est renommé Zalaegerszegi Vörös Lobogó
- 1957 : le club est renommé Ruhagyár Zalaegerszeg
- 1959 : le club est renommé Zalaegerszegi TE
- 1978 : absorption de Zalaegerszegi Építők
- 1996 : le club est renommé Zalaegerszegi TE FC
- 2001 : Vainqueur du championnat de Hongrie (saison 2001/02)
- 2002 : 1re participation à une Coupe d'Europe (C1, saison 2002/03)
- 2018 : Vainqueur du championnat de Hongrie de deuxième division (saison 2018/19)
- 2022 : Vainqueur de la coupe de Hongrie 2022/2023 2 à 0 face au Budafoki MTE

## Histoire
Le Zalaegerszeg TE FC est fondé en 1920. Au début de sa création les couleurs du club étaient le noir et le blanc, avant de devenir vert et blanc. C'est à la fin des années 70 que les couleurs deviendront celles actuellement présentes sur le logo du club.
Au début de sa création le club errera dans les divisions inférieures du championnat hongrois jusqu'à l'édition 1972-1973 où ils seront promus en première division. S'ensuivit une longue période de stabilité où le club alterna entre la 8 et la 15e place, bien qu'ils réussissent à finir à la quatrième place du championnat lors des saisons 1984-1985 et 1985-1986, avant la fatidique relégation lors de la saison 1988-1989. Ils feront un passage éclair en première division lors de la saison avant de redescendre en deuxième division. Mais c'est lors de la saison 1994-1995 que le club effectuera son grand retour en premier division, errant à nouveau dans le ventre mou du championnat. C'est à l'arrivée de Péter Bozsik en 2001 que le club prendra en puissance et réussira l'exploit de remporter le championnat.

### Saison 2001-2002 et Ligue des champions
Lors de la première phase du championnat, le club réussira l'exploit de finir à la deuxième place, derrière le MTK Hungária, à seulement trois points près (64 à 61). C'est lors de la deuxième phase du championnat, la poule finale, que le club finira devant le Ferencváros TC, celui-ci, tenant du titre, ayant fini à la troisième place de la poule une. Le club s'imposera de deux points d'écart (71 à 69) emportant le championnat pour la première fois de son histoire et par la même occasion une qualification au deuxième tour de la Ligue des champions 2002-2003.
Le club débutera sa première campagne européenne contre le club du NK Zagreb. Les bleus et blancs remporteront le premier match 1-0 à domicile avant de trépasser sur le score de 2 à 1, mais, grâce à la règle des buts à l'extérieur, le club se qualifiera pour le troisième tour. Le club tombera ensuite face à Manchester United, mais, contre toute attente, il s'imposera à domicile sur le score de 1 à 0 par un but de l'ailier hongrois Béla Koplárovics. Toutefois, la victoire ne suffira pas car au match retour à Old Trafford, les joueurs du Zalaegerszeg TE FC buteront face à des Mancuniens en feux et les Red Devils fileront droit vers la première phase de groupe de la Ligue des champions.

## Bilan sportif

### Palmarès
- Championnat de Hongrie
  - Champion : 2002

- Coupe de Hongrie
  - Vainqueur : 2023
  - Finaliste : 2010

- Supercoupe de Hongrie
  - Finaliste : 2002

### Bilan européen
Note : dans les résultats ci-dessous, le score du club est toujours donné en premier
| Saison    | Compétition             | Tour             | Club              | Domicile | Extérieur | Total  |
| --------- | ----------------------- | ---------------- | ----------------- | -------- | --------- | ------ |
| 2002-2003 | Ligue des champions     | Deuxième tour Q  | NK Zagreb         | 1 - 0    | 1 - 2     | 2E - 2 |
| 2002-2003 | Ligue des champions     | Troisième tour Q | Manchester United | 1 - 0    | 0 - 5     | 1 - 5  |
| 2002-2003 | Coupe UEFA              | Premier tour     | Dinamo Zagreb     | 1 - 3    | 0 - 6     | 1 - 9  |
| 2007      | Coupe Intertoto         | Premier tour     | Rubin Kazan       | 0 - 3    | 0 - 2     | 0 - 5  |
| 2010-2011 | Ligue Europa            | Premier tour Q   | KF Tirana         | 0 - 1    | 0 - 0     | 0 - 1  |
| 2023-2024 | Ligue Europa Conférence | Deuxième tour Q  | NK Osijek         | 1 - 2    | 0 - 1     | 1 - 3  |

Légende
- Victoire ou qualification pour le tour suivant
- Match nul
- Défaite ou élimination de la compétition

## Anciens joueurs
- István Ferenczi
- Krisztián Kenesei
- Zoltán Kereki
- Miklós Lendvai
- Zoltán Péter
- Sándor Preisinger
- Lázár Szentes
- Gábor Torma
- Flórián Urbán
- Róbert Waltner
- Alen Skribek
- Artjoms Rudņevs

## Identité visuelle

Ancien logo.
Logo actuel.